# صالح أوزجان
صالح أوزجان (مواليد 11 يناير 1998) هو لاعب كرة قدم تركي يلعب في مركز الوسط في نادي بوروسيا دورتموند الألماني.

## روابط خارجية
- صالح أوزجان على موقع الاتحاد الأوربي (الإنجليزية)
- صالح أوزجان على موقع اتحاد تركيا (لاعب) (الإنجليزية)
- صالح أوزجان على موقع إي إس بي إن إف سي (الإنجليزية)
- صالح أوزجان على موقع قاعدة بيانات كرة القدم.إي يو (الإنجليزية)
- صالح أوزجان على موقع ناشيونال فوتبول تيمز (الإنجليزية)
- صالح أوزجان على موقع Soccerbase.com (لاعب) (الإنجليزية)
- صالح أوزجان على موقع Soccerway.com (الإنجليزية)
- صالح أوزجان على موقع عالم كرة القدم.نت (الإنجليزية)
- صالح أوزجان على موقع AS.com (الإسبانية)